# Kovács Sándor (író)
Kovács Sándor (Eszeny, 1954. július 28. –) Magyar Örökség díjas helytörténész, útikönyvszerző, honismereti író, pedagógus, idegenvezető, fotós, a Kárpátaljai Szövetség volt vezetőségi tagja.

## Élete
A csapi magyar középiskolában érettségizett, majd felvételt nyert az Ungvári Állami Egyetem matematika szakára. Középiskolai tanári diplomát szerzett. Szülőfalujában és a szomszédos Szalókán tanított.
Diákéveitől külsős tolmács-idegenvezetőként alkalmazták a Szputnyik Nemzetközi Ifjúsági Utazási Irodában. Ez kiváló lehetőség volt megismerni a Szovjetunió különböző térségeit és tapasztalatot szerezni a turistacsoportokkal való munkához.
Szakmai tudását gyarapította az Ekszkursz Bjuro Belföldi Utazási Iroda idegenvezetői tanfolyamán. 1992-től népszerűsíti Kárpátalja nevezetességeit.
Kárpátalja történelmi és földrajzi  nevezetességeinek tudora. 15 könyve jelent meg, háromban társszerző. Több mint 100 publikációját közölték. Ezenkívül készített 14 kétnyelvű térképet.
Filmet forgatott Verecke a honfoglalás kapuja, valamint Ahol a Tisza születik címmel.
Literáti Tatyána Múltidéző séta Ungváron című könyvének magyar kiadását szerkesztette. Archív képekkel, illetve mai fotókkal segítette a megjelenését.
"Egy kárpátaljai  születésű szobrász – Ungvári Lajos élete és munkássága" címmel művészeti albumot  készített.

## Könyvei
- Máramarosi bércek között - Kárpátalja máramarosi térségének kalauza. Romanika Bt., 2007
- Bús düledékeiden - Kárpátalja vár- és kastélykalauza. Romanika Bt., 2008
- Honfoglalásunk hét emlékműve. Romanika Bt., 2010
- Verecke a honfoglalás kapuja. Romanika Bt., 2015
- Eszeny - egy falu a kanyargó Tisza mentén. Romanika Bt., 2018
- Egy kárpátaljai születésű szobrász – Ungvári Lajos élete és munkássága. 2023

## Filmjei
- Ahol a Tisza születik. Hungarovox Kiadó, 2005
- A honfoglalás kapuja Verecke